# Фридрих, Вальтер
Вальтер Фридрих (нем. Walter Friedrich; 25 декабря 1883, Зальбке — 16 октября 1968, Берлин) — немецкий физик, биофизик, общественный деятель.
Родился в семье инженера, с детства поощрявшего интерес сына к техническим наукам и в начале XX века подарившего ему старый рентгеновский аппарат. Окончил гимназию в Ашерслебене, где хорошо успевал по математике и физике, а также заинтересовался музыкой, научившись играть на скрипке, однако совершенно не показывал склонностей к языкам и истории. В 1905 году поступил изучать музыку и физику в Женевскую академию, но вскоре прервал обучение музыке. В 1911 году получил докторскую степень по физике в Мюнхенском университете, где до этого учился шесть лет, перейдя туда из Женевы, за исследование о рентгеновском излучении. В 1912—1914 годах работал в Мюнхенском университете ассистентом Макса Лауэ, в 1914 году стал учёным-рентгенологом при университетской больнице во Фрайбурге; спустя три года стал приват-доцентом физики во Фрайбургском университете, а в 1921 году — профессором физики, заинтересовавшись в это же время приложением физики в медицине. В 1922 году читал лекции в испанской Гранаде в качестве приглашённого профессора.
С 1923 года состоял профессором медицинской физики в Берлинском университете и в этом же году одновременно возглавил Институт по исследованию излучений при университете, который возглавлял до 1945 года; в 1929 году был назначен деканом медицинского факультета этого университета, за год до этого возглавив Германское радиологическое общество. В период национал-социализма продолжал научную работу в университете и различных научных обществах и, по некоторым данным, помог двум своим коллегам-евреям избежать депортации в трудовые лагеря. В 1949 году был избран ректором университета, занимая эту должность до 1952 года. В 1948 году был назначен директором, а в 1952 году — президентом Института биологии и медицины в берлинском районе Бух, в 1961 году возглавил Медико-биологический научный центр Академии наук ГДР в Берлине. В 1949 году стал академиком Академии наук ГДР, с 1951 по 1956 год был её президентом, затем до 1958 года — вице-президентом. С 1950 года и до конца своей жизни был президентом Немецкого совета мира, с 1951 года — вице-президентом Всемирного Совета Мира, а также членом Общества германо-советской дружбы. В 1950—1954 годах возглавлял также Культурный союз при Народной палате ГДР, депутатом которой являлся. Поддерживал политику правительства ГДР, но оставался беспартийным.
Почётный член Венгерской АН (1958).
Вальтер Фридрих считается одним из пионеров в области лучевой терапии и фактическим основателем рентгенотерапии. Его научные исследования были посвящены в основном рентгеновской спектроскопии и применению свойств рентгеновских лучей в биологии и медицине. В 1912 году он совместно со своим учителем Максом Лауэ и Паулем Книппингом открыл явление дифракции рентгеновских лучей на кристаллах, получив первые лауэрграммы.